# Michal Tvrdík
Michal Tvrdík (* 23. července 1979 Pardubice) je bývalý český hokejový útočník. Naposledy působící v Mountfield HK, hráčskou kariéru ukončil v říjnu 2015. V listopadu 2015 se stal asistent trenéra Mountfield HK, kde působící u A-týmu i u mládeže.

## Jednotlivé sezony
- 1997-98 HC IPB Pojišťovna Pardubice - junioři, A-tým (ELH)
- 1998-99 HC IPB Pojišťovna Pardubice - junioři, A-tým (ELH), HC Rebel Havlíčkův Brod (1. liga)
- 1999-00 HC IPB Pojišťovna Pardubice - junioři, A-tým (ELH)
- 2000-01 HC IPB Pojišťovna Pardubice (ELH)
- 2001-02 HC IPB Pojišťovna Pardubice (ELH), Bílí Tygři Liberec (1. liga)
- 2002-03 HC Energie Karlovy Vary (ELH), HC ČSOB Pojišťovna Pardubice (ELH), HC VČE Hradec Králové (1. liga)
- 2003-04 HC Energie Karlovy Vary (ELH), Bílí Tygři Liberec (ELH)
- 2004-05 HC Moeller Pardubice (ELH) - mistr ligy, HC VČE Hradec Králové (1. liga)
- 2005-06 HC Moeller Pardubice(ELH)
- 2006-07 HC Moeller Pardubice (ELH), HC Znojemští Orli (ELH)
- 2007-08 HC Moeller Pardubice (ELH)
- 2008-09 HC Moeller Pardubice (ELH)
- 2009-10 HC Plzeň 1929 (ELH)
- 2010-11 HC Plzeň 1929 (ELH), BK Mladá Boleslav (ELH)
- 2011-12 HC VCES Hradec Králové (1. liga), PSG Zlín (ELH)
- 2012-13 Královští lvi Hradec Králové (1. liga)
- 2013-14 Mountfield HK (ELH)
- 2014-15 Mountfield HK (ELH)
- 2015-16 Mountfield HK (ELH)
- konec hokejové kariéry